# 齋戒 (伊斯蘭教)
齋戒、又称为伊斯兰斋月，是伊斯蘭教的五功之一。完成齋戒的條件是在賴買丹月（رمضان，Ramadan，伊斯蘭曆的九月）太陽出現的時段內禁止飲食與行房，來以此贖罪。

## 經文中的来源
赖买丹月中，开始降示《古兰经》，指导世人，昭示明证，以便遵循正道，分辨真伪，故在此月中，你们应当斋戒；害病或旅行的人，当依所缺的日数补斋。安拉要你们便利，不要你们困难，以便你们补足所缺的日数，以便你们赞颂安拉引导你们的恩德，以便你们感谢他。（《古兰经》2：185，马坚译本）

## 規範
……你们可以吃，可以饮，至黎明时天边的黑线和白线对你们截然划分。然后整日斋戒，至于夜间（layl）。（《古兰经》2：187，马坚译本）
符合條件的穆斯林必須於該月份恪守齋戒如下：
- 每天（自封齋飯完畢）從晨禮（意為「拂晓」）到薄暮期間，以靜坐、誦讀可蘭經文方式向真主阿拉虔誠的祈禱與懺悔，饒恕過往所犯的過錯，培養惻隱之心與樂於扶困濟貧的精神和作息（包括禁止进食与饮用液体、抽煙、性交、娛樂[來源請求]等生理活動）。
- 當天薄暮之後直至次日拂晓之前，結束後有開齋晚餐（Iftar），則可正常作息喫喝（包括食用開齋飯、抽煙、性交、娛樂等生理活動）。
- 晨禮時分、喚拜一起，斷食前再吃封齋早餐（Suhoor），便再度進入齋戒狀態。一些地方的日照時間長，有時會以同經度南方地區的時間為主，主要是量力而行，也並非不能吃[3][4]。

齋戒月一直進行到開齋節才結束。在開齋節到來前，穆斯林會粉刷房子，打掃房屋內外，準備開齋節盛宴的食物，並準備開齋節當天要穿的新衣，整理個人儀表門面，並且會在開齋節前清潔沐浴。穆斯林期望透過齋戒月的反省與學習自我控制的自律精神，讓身心靈重返最純淨的狀態。
《古兰经》第2章第185節：「賴買丹月中，開始降示《古兰经》，指導世人，昭示明証，以便遵循正道、分別真偽，故在此月中，你們應當齋戒；害病或旅行的人，當依所缺的日數補齋。真主要你們便利，不要你們困難，以便你們補足所缺的日數，以便你們讚頌真主引導你們的恩德，以便你們感謝他。」

## 通融
《可蘭經》2章185節說：「……害病或旅行的人，當依所缺的日數補齋。真主要你們便利，不要你們困難，……」害病是指生病的人或生理期、懷孕、哺乳的婦女。害病的人等身體恢復正常及旅行者結束旅行後都須補齊欠齋日數。
《可蘭經》2章184節：「……難以齋戒者，當納罰贖，即以一餐飯，施給一個貧民……」
老人、病人（含生理期女性、孕婦及 產婦、殘障人士）等都可受減免無須封齋，而健康的旅宿者則該在旅途結束後，適時補齊欠齋的日數。對於在傳統伊斯蘭社會之外所生活的部份穆斯林，倘若未能在齋月守齋，可被允許在往後相對固定的規限時段內進行，直到當季齋戒完成為止，具體執行情況則視乎個人自身的健康條件以及所在區域的氣候時差而定。